# Wolfgang Tomböck
Wolfgang Tomböck (* 28. September 1957) ist ein österreichischer Hornist.

## Leben
Der Sohn einer Pianistin und des Hornisten und Mitglieds der Wiener Philharmoniker Wolfgang Tomböck senior studierte an der Universität für Musik und darstellende Kunst in Wien bei Josef Veleba.
1978 wurde er Mitglied im Orchester der Wiener Staatsoper, 1980 wurde er zum Solohornisten der Wiener Philharmoniker ernannt. Tomböck hat mit renommierten Dirigenten zusammengearbeitet, so mit Herbert von Karajan, Karl Böhm und Leonard Bernstein, Claudio Abbado, Lorin Maazel, Zubin Mehta, Riccardo Muti, Nikolaus Harnoncourt, Seiji Ozawa James Levine und Carlo Maria Giulini.
Mit den Wiener Philharmonikern gibt er Konzerte in aller Welt und gastiert jedes Jahr bei den Salzburger Festspielen. Daneben ist er ein passionierter Kammermusiker und konzertiert unter anderem regelmäßig mit dem Wiener Bläseroktett und Ensemble Vienna Horns, das 2002 gegründet wurde.
Wolfgang Tomböck ist ein Virtuose auf dem Wiener Horn in F. Dieses Instrument prägt den besonderen Klang der Wiener Philharmoniker.